# Otto Schließler

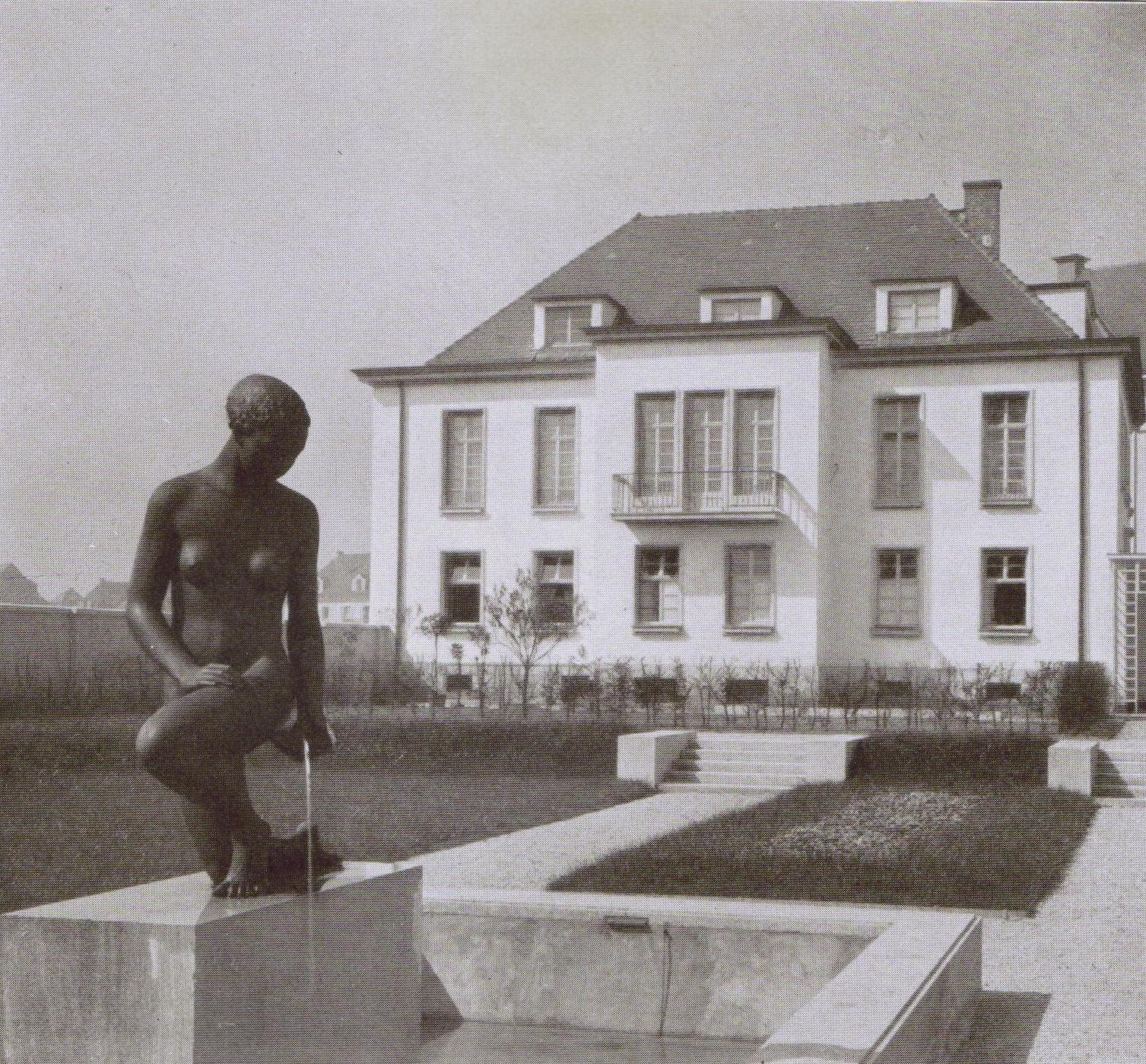
Brunnenfigur im Gartenhof des Städtischen Altersheims Mannheim (vor 1928)

Otto Schließler (* 18. Oktober 1885 in Forbach; † 4. Januar 1964 in Baden-Baden) war ein deutscher Bildhauer.

## Leben
Otto Schließler kam als Sohn eines Bauunternehmers auf die Welt. 1902 bis 1903 besuchte er die Kunstgewerbeschule Karlsruhe, seine Lehrer in Modellieren und Zeichnen waren der Keramiker Karl Kornhaas und der Maler Karl Eyth.
Nachdem er, notgedrungen durch den Unfalltod seines Vaters auf sich gestellt, im freien Beruf, in Bruchsal, München und Dresden am Bau handwerkliche Erfahrungen gesammelt hatte, bezog er 1905 bis 1914 die Akademie der bildenden Künste in Karlsruhe als Meisterschüler von Hermann Volz, gleichzeitig war er von 1907 bis 1914 Fachlehrer an der Kunstgewerbeschule.
1913 entstanden erste Werke (Großplastiken, Akte und Büsten), die auch in Ausstellungen in Süddeutschland gezeigt wurden. Studienreisen führten ihn nach Florenz und Rom. Zwischen 1909 und 1933 weilte er immer wieder in Schwetzingen in einem Seitenbau des Schwetzinger Schlosses, wo er eine Werkstatt eingerichtet hatte. 1922 erhielt er den Ernst-Ludwig-Preis des Verbandes der Kunstfreunde in den Ländern am Rhein. Ferner fiel ihm in der Schau Deutsche Kunst in Düsseldorf 1928 die Goldene Medaille zu, 1929 erhielt er in der Baden-Badener Kunsthalle den 1. Preis für eine feingliedrige weibliche Figur.
Zwei Bewerbungen an der Badischen Landeskunstschule waren vergeblich: 1923 als Nachfolger von Wilhelm Gerstel und 1927 als Nachfolger von Kurt Edzard. Von 1933 bis 1949 war er Professor für Bildhauerei an der Akademie in Karlsruhe. In dieser Zeit erhielt er auch Staatsaufträge für Porträtbüsten (Adolf Hitler, Otto Wacker, Johannes Hoops, Karl Roos) und architekturgebundene Werke. Schließler war 1940, 1941, 1943 und 1944 auf der Großen Deutschen Kunstausstellung in München mit 11 Arbeiten vertreten. Er stand 1944 in der Gottbegnadeten-Liste des Reichsministeriums für Volksaufklärung und Propaganda.
Nachdem die Karlsruher Werkstatt und Wohnung völlig zerstört worden waren, zog sich Schließler 1949 als freischaffender Künstler in sein bescheidenes Landhaus beim Kohlhof zurück.
Otto Schließler war seit 1920 mit Gertrud Körner verheiratet. Unter den vier Söhnen war der Bergsteiger und Filmemacher Martin Schließler der jüngste.

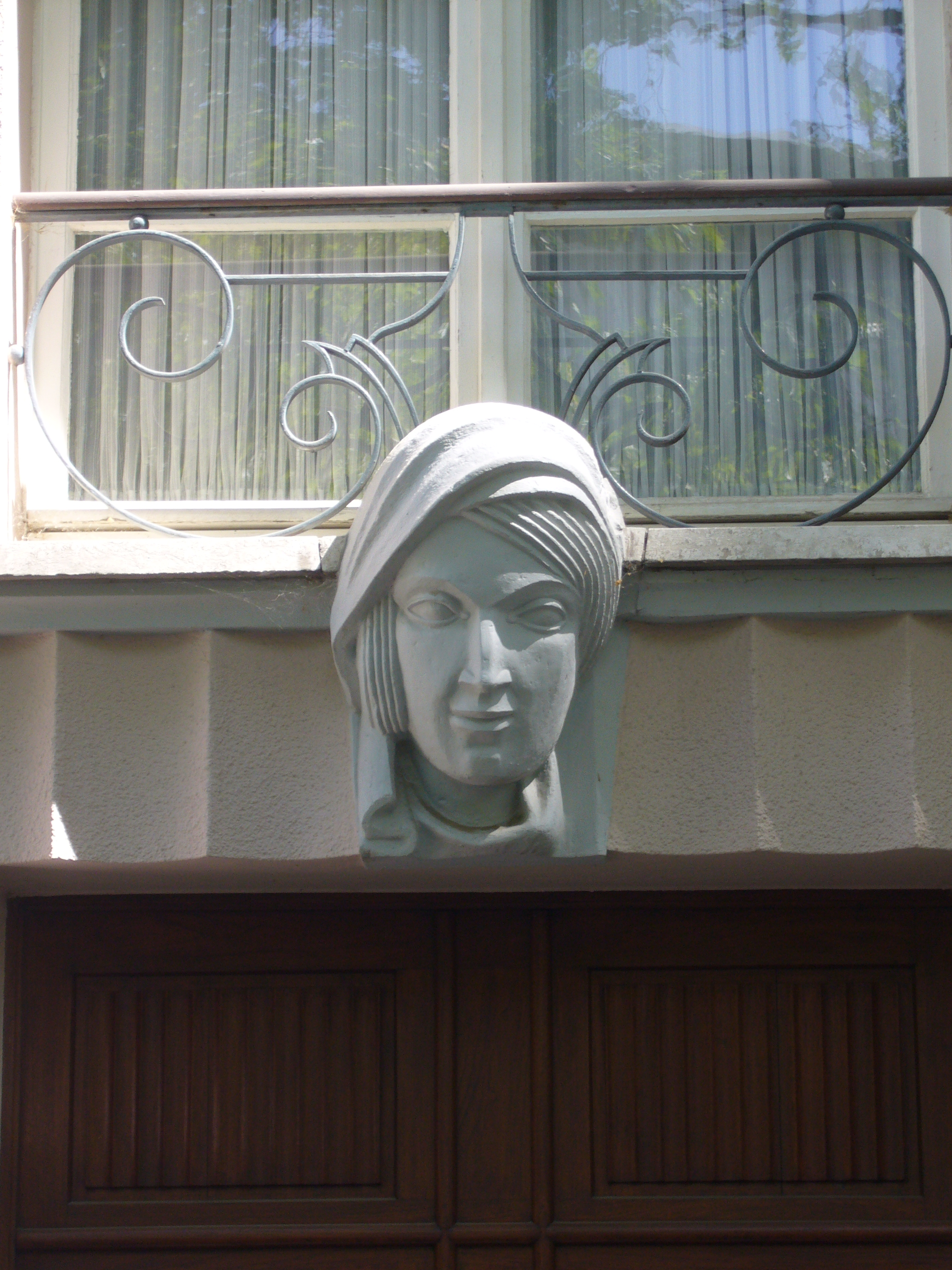
Frauenkopf am Wohnhaus Otto-Beck-Straße 40 in Mannheim (1924)

## Werke
- 1914: Bildnis Ferdinand Schmidt (1868–1941), Posamenten-Fabrikant in Darmstadt, Bronzetondo und zugehöriges Gipsmodell (beide Privatbesitz)
- 1914: Bildnis Elisabeth Schmidt geb. Welsch (1880–1960), Darmstadt, Bronzetondo (Privatbesitz)
- 1914: Lotti [Charlotte Schmidt, verh. Aufleger 1911–1996],  Darmstadt, Marmorbüste (Privatbesitz)
- 1924: Bildnis der Schriftstellerin Helene Voigt-Diederichs, Kunststein
- 1924: Frauenkopf am Wohnhaus Otto-Beck-Straße 40 in 68165 Mannheim
- um 1926: Frauenkopf, Terrakotta[3]
- 1926: Schwarzwälderin
- 1928: Bildnis eines jungen Menschen, Stucco
- 1928: Bildnis Professor Cohen, Bronze[4][5]
- vor 1930: Bildnis Dr. L. Frank, Stucco
- 1930: Bildnis Dr.-Ing. e.h. Heinrich Brenzinger, Bronze
- um 1930: Freundschaft, Stele an der Helene-Lange-Schule Mannheim[6]
- 1930: Schreitendes Mädchen, Bronze
- vor 1932: Bildnis Prof. E. – Heidelberg[7]
- 1932: Stehendes Mädchen, Aluminiumguss
- 1932: Odenwälderin
- 1932: Mädchentorso, Muschelkalk blau
- um 1933: Falkenjagd, Relief am Flughafen Berlin-Tempelhof[8]
- 1933: Büste Geheimrat Johannes Hoops, Gips, Kurpfälzisches Museum Heidelberg
- 1934: Bildnisbüste Frau Gampp
- 1936: Ursula, Bronze, Brunnenfigur für Schwetzingen, heute im Rathaushof aufgestellt
- 1938: Arbeiter, Großrelief aus Gusseisen (250 × 500 cm), Torhaus 2 der Völklinger Hütte[9]
- 1939: Männerkopf, Bronze
- vor 1942: Büste Karl Roos, Marmor
- 1942: Prof. Dr. Eugen Fischer, Bronze
- 1942: Oskar Hagemann[10][11]
- vor 1943: Mädchenbildnis
- 1943: Porträtkopf Peter Haupt[12]
- 1944: Dr. h.c. Hermann Burte, Terrakotta
- 1946: Bildnisbüste Prof. Dr. Albert Fraenkel, Bronze, aufgestellt am 30. November 1946 im Speyererhof bei Heidelberg[13]
- 1949: Frauenbildnis; Terrakotta
- vor 1951: Badende, Gips
- 1953: Bildnisbüste Wolfgang Fortner, Terrakotta
- 1955: Bildnis Professor Gustav Friedrich Hartlaub, Bronze
- 1956: Gedenkmedaille Dr. Eberhard Knittel[14]
- 1964: Bildnisbüste Otto Löwenstein, Bronze, aufgestellt am 17. November 1964 in der Rheinischen Landesklinik Bonn (heute LVR-Klinik Bonn)[15]